# Nirupama Dutt
Nirupama Dutt (Panjabi: ਨਿਰੁਪਮਾ ਦੱਤ, geboren 1955) ist eine indische Autorin, Journalistin und Übersetzerin. Sie schreibt in Panjabi und Englisch.
Nirupama Dutt studierte Journalismus und englische Literatur an der Panjab University und schloss die Studien mit einem Master ab. Erste journalistische Tätigkeiten begann sie für The Indian Express. Mit dem Schreiben von Gedichten begann sie zunächst auf Englisch während ihrer Collegezeit.
Als Journalistin ist sie heute für ihren klaren säkularen Standpunkt bekannt. Sie nimmt deutlich Stellung gegen Fundamentalismus und hat über so wichtige Themen wie den Terrorismus in Punjab, die Pogrome gegen Sikhs 1984, die Tempel-Moschee-Kontroverse von Ayodhya und die gewalttätigen Ausschreitungen zwischen Hindus und Moslems in Gujarat berichtet. Nirupama Dutt arbeitet für die Tribune India als Redakteurin.
Als Autorin veröffentlicht sie vorwiegend Lyrik und Kurzprosa. Darüber hinaus veröffentlichte sie eine Biografie des Dalit-Sängers Bant Singh. Ihr Gedichtband Ik Nadi Sanwali Jahi (A Stream Somewhat Dark) wurde im Jahr 2000 mit dem Delhi Punjabi Akademi Award ausgezeichnet. Ihre Gedichte gelten als mutig und provozierend. Texte von ihr wurden in die Sprachen Englisch, Hindi, Kannada, Bengali und Urdu übersetzt. Sie selbst ist auch als Literaturübersetzerin tätig und übertrug unter anderem die Kurzgeschichtenanthologie Stories of the Soil und die Gedichte und Erinnerungen Lal Singh Dils Poet of the Revolution für Penguin Books aus dem Panjabi ins Englische.
Nirupama Dutt lebt in Chandigarh.

## Publikationen (Auswahl)
- Ik Nadi Sanwali Jahi (A Stream Somewhat Dark). Aadhar Prakashan, Panchkula, 1995.
- Als Herausgeberin zusammen mit Ajeet Cour: Our Voices: An Anthology of SAARC Poetry. Foundation of SAARC Writers and Literature (India), New Delhi, 2004.
- The Ballad of Bant Singh: A Qissa of Courage. Speaking Tiger Books, Neu-Delhi 2016. ISBN 978-9-38575-528-6